# Arctosa virgo
Arctosa virgo là một loài nhện trong họ Lycosidae.
Loài này thuộc chi Arctosa. Arctosa virgo được Ralph Vary Chamberlin miêu tả năm 1925.